# Триртутьиттрий
Триртутьиттрий — бинарное неорганическое соединение
иттрия и ртути
с формулой YHg3,
кристаллы.

## Получение
- Реакция паров ртути и диртутьиттрия:

{\displaystyle {\mathsf {YHg_{2}+Hg\ {\xrightarrow {500^{o}C}}\ YHg_{3}}}}

## Физические свойства
Триртутьиттрий образует кристаллы
гексагональной сингонии,
пространственная группа P 63/mmc,
параметры ячейки a = 0,6546 нм, c = 0,4871 нм, Z = 2,
структура типа кадмийтримагния CdMg3
.
Соединение образуется по перитектической реакции при температуре 500 °C.